# Steven Millhauser
Steven Millhauser (* 3. August 1943 in New York) ist ein amerikanischer Schriftsteller.

## Leben
Steven Millhauser ist der Sohn eines Professors für englische Sprache, der am City College of New York und später an der University of Bridgeport lehrte. Millhauser verbrachte seine Kindheit in New York und Connecticut. Er studierte an der Columbia University, wo er 1965 den Grad eines Bachelor erlangte. Von 1968 bis 1971 studierte er an der Brown University in Rhode Island mit dem Ziel einer Promotion über die Literatur des Mittelalters und der Renaissance. 1971 brach er dieses Studium ab und wandte sich der Schriftstellerei zu. Er heiratete 1984 und lehrte von 1986 bis 1987 an einem College in Williamstown (Massachusetts). Von 1988 bis 2003 war er Teilzeit-Dozent am Skidmore College in Saratoga Springs in New York; neben seiner Lehrtätigkeit arbeitete er weiter an seinen literarischen Werken.
Steven Millhauser ist Verfasser von Romanen und Novellen, die der fantastischen Literatur zugerechnet werden. Für sein Erstlingswerk erhielt er unter anderem 1975 den französischen „Prix Médicis Étranger“, es folgten 1990 der World Fantasy Award für The Illusionist und 1997 der Pulitzer-Preis für seinen Roman „Martin Dressler“. Millhauser ist seit 1998 Mitglied der American Academy of Arts and Sciences.
Seine Kurzgeschichte Eisenheim the Illusionist (veröffentlicht in Barnum Museum) wurde 2006 unter dem Titel The Illusionist verfilmt. Die Kurzgeschichte The Sisterhood of Night aus dem Buch The Knife Thrower and Other Stories wurde 2014 unter dem gleichen Titel verfilmt.

## Werke
- Edwin Mullhouse: The Life and Death of an American Writer 1943-1954, by Jeffrey Cartwright , New York 1972
- Portrait of a Romantic, New York 1977
- From the Realm of Morpheus, New York 1986
- In the Penny Arcade, New York 1986
- The Illusionist, New York 1989
- The Barnum Museum, New York 1990
- Little Kingdoms, New York 1993
- Martin Dressler. The Tale of an American Dreamer, New York 1996
- The Knife Thrower and Other Stories, New York 1998
- Enchanted Night, New York 1999
- The King in the Tree, New York 2003
- Dangerous Laughter, New York 2008
- We Others: New and Selected Stories, New York 2011
- Voices in the Night, New York 2015

## Deutsche Übersetzungen
- Martin Dressler. Ein amerikanischer Träumer, Hildesheim: Claassen Verlag 1997. ISBN 3-546-00112-5. (übersetzt von Dorothée Beckhoff)
- Das kurze Leben des Edwin Mullhouse, München 1999. ISBN 3-546-00145-1. (übersetzt von Barbara Rojahn-Deyck)
- Ein Protest gegen die Sonne: Short Storys, Berlin: Berlin Verlag. ISBN 978-3-8270-0811-4. (ausgewählt von Laurenz Bolliger, übersetzt von Eike Schönfeld)
- Martin Dressler. Ein amerikanischer Träumer, Berlin: Berliner Taschenbuch Verlag BVT. ISBN 978-3-8333-0621-1 (übersetzt von Dorethée Beckhoff; neu durchgesehen)
- Edwin Mullhouse, Leben und Tod eines amerikanischen Schriftstellers, 1943-1954, von Jeffrey Cartwright: Septime 2015. ISBN 978-3-902711-32-8. (Ü: von Sabrina Gmeiner)
- Zaubernacht, Wien: Septime Verlag 2016. ISBN 978-3-902711-54-0. (übersetzt von Sabrina Gmeiner)
- Stimmen in der Nacht: Short Storys, Wien: Septime Verlag 2018. ISBN 978-3-902711-70-0. (übersetzt von Sabrina Gmeiner)